# Futbol totalny

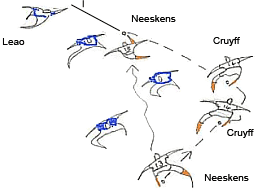
Schemat obrazujący sposób w jaki reprezentacja Holandii grająca "futbol totalny" strzeliła gola Brazylii podczas MŚ'74

Futbol totalny – w piłce nożnej termin używany w odniesieniu do zbioru zasad taktycznych, stworzonych w latach 60. i 70. XX w. przez holenderskiego trenera Rinusa Michelsa. Istota futbolu totalnego polegała na uczestniczeniu zarówno w obronie, jak i ataku wszystkich piłkarzy danego zespołu, przy maksymalnym wykorzystaniu pozycji boiskowych. Taktyka opierała się na ofensywnym ustawieniu 4-3-3 (rzadziej 4-4-2), przy czym podział ten był umowny, gdyż futbol totalny zakładał zniesienie sztywnego podziału na formacje. W takim ustawieniu każdy z piłkarzy miał za zadanie zarówno bronić, jak i uczestniczyć w akcjach ofensywnych. W trakcie meczu piłkarze płynnie zmieniali swoje pozycje na boisku. To wówczas także pojawiło się pojęcie pułapki ofsajdowej. Futbol totalny wymagał od piłkarzy doskonałego przygotowania fizycznego i dużych umiejętności technicznych. Zjawisko futbolu totalnego wymagało ciągłego pressingu.
Z drużyn, które grały tym systemem, najsłynniejsze to AFC Ajax z początku lat 70. oraz reprezentacja Holandii z roku 1974. Zarówno Ajax, jak i Holandię prowadził Rinus Michels. W późniejszych latach system ten ewoluował i kolejni trenerzy próbowali wprowadzać do niego własne modyfikacje. Podobną taktyką grała np. reprezentacja Holandii, trenowana przez Marco van Bastena, podczas Euro 2008, FC Barcelona za czasów trenerskich Pepa Guradioli, a także Reprezentacja Hiszpanii, gdy ich trenował Vicente del Bosque.